# Salvatore Scoca

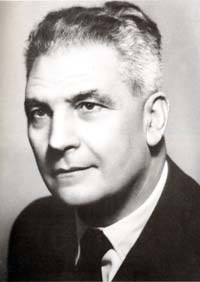
Salvatore Scoca

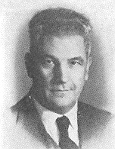
Salvatore Scoca (1946)

Salvatore Scoca (* 15. Juni 1894 in Calitri, Provinz Avellino; † 1. Mai 1962 in Rom) war ein italienischer Hochschullehrer und Politiker der Christdemokratischen Partei DC (Democrazia Cristiana), der von 1945 bis 1946 Mitglied des Nationalrates (Consulta Nazionale), von 1946 bis 1948 Mitglied der Verfassunggebenden Versammlung (Assemblea Costituente) sowie von 1948 bis 1958 Mitglied der Abgeordnetenkammer (Camera dei deputati) war. Er war ferner von 1953 bis 1954 im Kabinett Pella Minister ohne Geschäftsbereich beim Ministerrat mit der Zuständigkeit für Reformen der öffentlichen Verwaltung.

## Leben
Salvatore Scoca absolvierte nach dem Schulbesuch ein Studium der Rechtswissenschaften an der Universität La Sapienza in Rom, das er 1918 mit einem Laurea in giurisprudenza beendete. Er war im Anschluss zunächst als Rechtsanwalt und später ab 1925 als Richter (Magistrato) tätig, ehe er zur Generalstaatsanwaltschaft (Avvocatura Generale dello Stato) wechselte. Nach dem Ende des Zweiten Weltkrieges war Merlin zwischen dem 25. September 1945 und dem 24. Juni 1946 Mitglied des Nationalrates (Consulta nazionale). Im Nationalrat war er zwischen dem 28. September 1945 und dem 24. Juni 1946 Sekretär der Kommission für Finanzen und Schatz (Commissione finanze e tesoro).
Bei der Wahl am 2. Juni 1946 wurde er für die Christdemokratische Partei DC (Democrazia Cristiana) im Wahlkreis Benevento zum Mitglied der Verfassunggebenden Versammlung (Assemblea Costituente) gewählt und gehörte dieser bis zum 31. Januar 1948 an. Er war in dieser vom 26. Juni 1946 bis zum 18. Juli 1946 erst Mitglied des Rates für Wahlen (Giunta delle elezioni) sowie im Anschluss zwischen dem 18. Juli 1946 und dem 31. Januar 1948 Mitglied der Zweiten Rechnungsprüfungskommission (Zweite Kommission zur Prüfung von Rechnungen). Im Kabinett De Gasperi II übernahm er zudem sein erstes Regierungsamt und fungierte zwischen dem 17. Juli und dem 18. Oktober 1946 als Unterstaatssekretär im Finanzministerium (Sottosegretario di Stato alle Finanze).
Bei den Wahlen vom 18. April 1948 wurde Scoca für die Christdemokratischen Partei DC (Democrazia Cristiana) im Wahlkreis Benevento zum ersten Mal zum Mitglied der Abgeordnetenkammer (Camera dei deputati) gewählt. In der darauf folgenden ersten Legislaturperiode (1948 bis 1953) war er vom 1. Juli 1948 bis zum 1. März 1950 Vizepräsident sowie im Anschluss zwischen dem 1. März 1950 und dem 24. Juni 1953 Präsident des Rates für Handelsverträge und Zollrecht (Giunta per i Trattati di Commercio e la Legislazione Doganale). Zugleich war er vom 2. Februar 1950 bis zum 24. Juni 1953 Präsident der Kommission für Finanzen und Schatz (IV Commissione (Finanze e Tesoro)).
Scoca wurde für die DC im Wahlkreis Benevento bei den Wahlen vom 7. Juni 1953 wieder zum Mitglied der Abgeordnetenkammer gewählt. In der zweiten Legislaturperiode (1953 bis 1958) war er zwischen dem 25. Juni 1953 und dem 11. Juni 1958 Präsident der Sonderkommission zur Prüfung des Gesetzes Nr. 1 zur Erlaubnis zur vorläufigen Ausübung des Haushaltsplans für das Haushaltsjahr 1953–1954 (Commissione speciale per l’Esame del Disegno di Legge N. 1 (Autorizzazione all’Esercizio provvorio del Bilancio per l’Anno finanziario 1953–1954)). Im Kabinett Pella fungierte er zwischen dem 17. August 1953 und dem 18. Januar 1954 als Minister ohne Geschäftsbereich beim Ministerrat mit der Zuständigkeit für Reformen der öffentlichen Verwaltung (Ministri senza portafoglio del Consiglio dei Ministri con delega per la Riforma della Pubblica Amministrazione). Kurz vor seinem Ausscheiden aus der Regierung war er vom 12. Januar 1954 bis zum 11. Juni 1958 wieder Mitglied der Kommission für Finanzen und Schatz. Er gehörte der Abgeordnetenkammer bis zum 11. Juni 1958 an und zog sich daraufhin aus dem politischen Leben zurück. Er war der Vater des Staats- und Verwaltungsrechtlers Franco Gaetano Scoca (* 1935), der an der Universität Chieti-Pescara „Gabriele d’Annunzio“, Universität Perugia und Universität La Sapienza lehrte sowie der Politikerin Maretta Scoca (1938–2018), die von 1994 bis 2001 ebenfalls Mitglied der Abgeordnetenkammer, von 1998 bis 1999 Unterstaatssekretärin im Justizministerium sowie von 1999 bis 2000 Unterstaatssekretärin im Ministerium für kulturelles Erbe und Aktivitäten war.